# Tyszowce (gmina)
Pour les articles homonymes, voir Tyszowce (homonymie).
Tyszowce est une gmina mixte ou urbaine-rurale (gmina miejsko-wiejska) du powiat de Tomaszów Lubelski, dans la Voïvodie de Lublin, dans l'est de la Pologne.
Son siège administratif (chef-lieu) est la ville de Tyszowce, qui se situe environ 28 kilomètres (km) au nord-est de Tomaszów Lubelski (siège du powiat) et 107 kilomètres au sud-est de la capitale régionale Lublin (capitale de la voïvodie).
La gmina couvre une superficie de 129,48 km2 pour une population de 6 258 habitants en 2006.

## Histoire
De 1975 à 1998, la gmina est attachée administrativement à l'ancienne voïvodie de Zamość.

Depuis 1999, elle fait partie de la nouvelle voïvodie de Lublin.

## Géographie
Outre la ville de Tyszowce, la gmina inclut les villages (sołectwa) de:

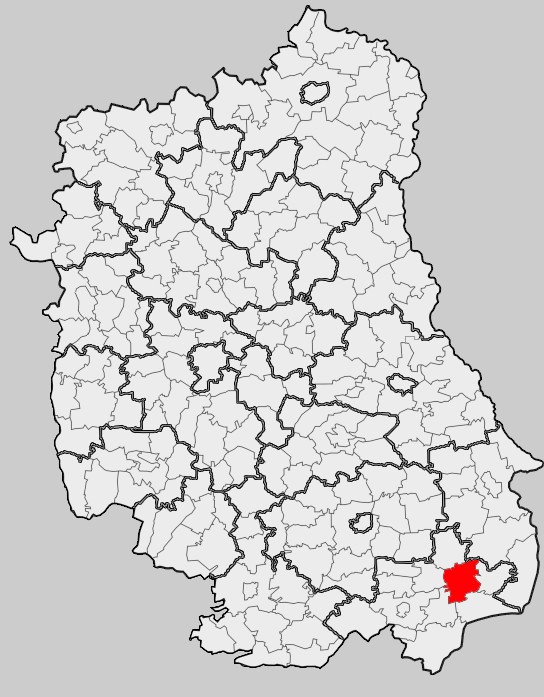
Position de la gmina dans la voïvodie

- Czartowczyk
- Czartowiec
- Czartowiec-Kolonia
- Czermno
- Dębina
- Gwoździak
- Kaliwy
- Kazimierówka
- Klątwy
- Kolonia
- Kolonia Czartowczyk
- Kolonia Mikulin
- Lipowiec
- Marysin
- Mikulin
- Nowinki
- Perespa
- Perespa-Kolonia
- Pierwszaki
- Podbór
- Przewale
- Rudka
- Soból
- Trzeciaki
- Wakijów
- Wojciechówka
- Zamłynie

### Gminy voisines
La gmina de Tyszowce est voisine des gminy de
- Komarów-Osada
- Łaszczów
- Miączyn
- Mircze
- Rachanie
- Werbkowice

## Structure du terrain
D'après les données de 2002, la superficie de la commune de Tyszowce est de 129,48 kilomètres carrés, répartis comme telle :
- terres agricoles : 81 %
- forêts : 11 %

La commune représente 8,71 % de la superficie du powiat.

## Démographie
Données du 31 décembre 2009:
| Description        | Total  | Total | Femmes | Femmes | Hommes | Hommes |
| ------------------ | ------ | ----- | ------ | ------ | ------ | ------ |
| Unité              | Nombre | %     | Nombre | %      | Nombre | %      |
| Population         | 5 921  | 100   | 3 005  | 50,8   | 2 916  | 49,2   |
| Densité (hab./km²) | 45,7   | 45,7  | 23,2   | 23,2   | 22,5   | 22,5   |